# Марано Лагунаре
Марано Лагунаре (итал. Marano Lagunare) је насеље у Италији у округу Удине, региону Фурланија-Јулијска крајина.
Према процени из 2011. у насељу је живело 1934 становника. Насеље се налази на надморској висини од 2 м.

## Становништво
Према резултатима пописа становништва 2011. у општини је живело 1.963 становника.
| 1936. | 1951. | 1961. | 1971. | 1981. | 1991. | 2001. | 2011. |
| ----- | ----- | ----- | ----- | ----- | ----- | ----- | ----- |
| 2.033 | 2.535 | 2.697 | 2.599 | 2.333 | 2.197 | 2.048 | 1.963 |